# 오드란치

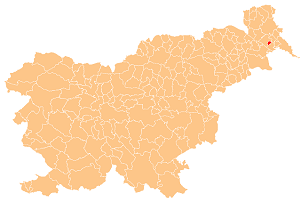
오드란치의 위치

오드란치(슬로베니아어: Odranci, 헝가리어: Adorjánháza 어도리안하저[*])는 슬로베니아의 도시로 면적은 6.9km2, 높이는 172m, 인구는 1,619명(2002년 기준), 인구 밀도는 234.6명/km2이다.